# 1983 w nauce

## Astronomia
- 26 stycznia – start sztucznego satelity IRAS, pierwszego teleskopu do obserwacji astronomicznych w podczerwieni.
- Herbert Friedman – Nagroda Henry Norris Russell Lectureship przyznawana przez American Astronomical Society.
- Irwin I. Shapiro – Nagroda Dannie Heineman Prize for Astrophysics przyznawana przez American Astronomical Society.

## Fizyka
- Odkrycie bozonów W i Z w CERNie (eksperymenty UA1 i UA2).
- 21 października – Generalna Konferencja Miar i Wag zmieniła definicję metra na odległość, jaką przebywa światło w czasie 1/299792458 sekundy.

## Nagrody Nobla
- Fizyka – Subrahmanyan Chandrasekhar, William Alfred Fowler
- Chemia – Henry Taube
- Medycyna – Barbara McClintock